# Lazare Ponticelli
Lazare Ponticelli (Groppo Ducale ved Bettola, Piacenza, Italien, 7. december 1897 – Le Kremlin-Bicêtre, Frankrig, 12. marts 2008) var den sidst overlevende franske veteran fra Første Verdenskrig. Da han døde, var han den ældste mand i Frankrig, og hans død blev annonceret af den franske præsident Nicolas Sarkozy.
Ponticelli blev født i Groppo Ducale ved byen Bettola, Piacenza i Italien og hed dengang "Làzzaro". I 1907 flyttede han som niårig til Frankrig, og i 1914 blev han indrulleret i Fremmedlegionen som 16-årig efter at have løjet om sin alder. Han var i kamp mod Tyskland og blev såret kort efter sin indrullering i 1914. Efter afskedigelse fra Fremmedlegionen lod han sig hverve til den italianske hær i 1915, hvor han blev såret i kamp mod Østrig-Ungarn i Tyrol. Han blev ramt i hovedet af artilleri, men overlevede mirakuløst. 
I 1921 valgte han at blive i Frankrig, og i 1930'erne grundlagde han sammen med sine brødre metalvarefabrikken "Ponticelli Frères" ("Brødrene Ponticelli"); en forretning, som fik succes og som stadig eksisterer.